# Abdelhadi Tazi

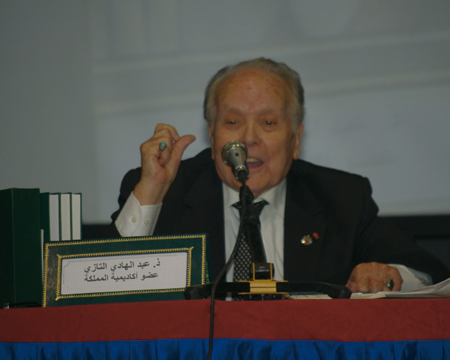
Abdelhadi Tazi

Abdelhadi Tazi (arabisch عبد الهادي التازي, DMG ʿAbd al-Hādī at-Tāzī; * 1921; † 2. April 2015 in Rabat) war ein marokkanischer Historiker und Schriftsteller. Er war Botschafter Marokkos in verschiedenen Ländern (in Bagdad, Tripolis, Teheran und den Vereinigten Arabischen Emiraten) und ist ein Gründungsmitglied der Akademie des Königreichs Marokko (arabisch أكاديمية المملكة المغربية / Royal Moroccan Academy). Er war Mitglied der Akademien in Kairo, Amman und Damaskus.
Er studierte zunächst Theologie an der Universität al-Qarawīyīn in Fès.
Er war einer der 138 Unterzeichner des offenen Briefes Ein gemeinsames Wort zwischen Uns und Euch (engl. A Common Word Between Us & You), den Persönlichkeiten des Islam an „Führer christlicher Kirchen überall“ (engl. „Leaders of Christian Churches, everywhere …“) sandten (13. Oktober 2007).